# Cimitero di Ohlsdorf
Il cimitero di Ohlsdorf (in tedesco Friedhof Ohlsdorf) si trova ad Amburgo, in Germania, e prende il nome dal quartiere cittadino di Ohlsdorf in cui sorge.
Realizzato in più fasi tra il 1874 e il 1877 (data di apertura), tra il 1896 e il 1900 e tra il 1914 e il 1920. È, con i suoi 391-404/405 ettari di estensione, non solo il principale cimitero cittadino, ma anche il più grande cimitero d'Europa e il più grande cimitero civile del mondo occidentale, nonché secondo o terzo cimitero in assoluto al mondo.
Alla realizzazione del complesso hanno partecipato nel corso della storia, tra architetti e scultori, circa 330 persone. I principali autori del progetto furono Wilhelm Cordes e Otto Linne.
Nel cimitero di Ohlsdorf sono state sepolte sinora oltre 1,7 milioni di persone (dato del 2009), di varie religioni Vi sono sepolte anche numerose personalità legate alla città di Amburgo.

## Ubicazione
Il cimitero si trova ad est dell'Aeroporto di Amburgo e del corso del fiume Alster e a nord-est dello Stadtpark. L'entrata principale del cimitero si trova al nr. 756 della Fuhlsbüttlerstraße.

## Caratteristiche
Il cimitero ha, come detto, una superficie 391/404-405 ha e misura 3,5 km in lunghezza e 1,3/1,5 km in larghezza

Ospita circa 260.000-280.000, 800 sculture, 12 cappelle, 16 mausolei di famiglie amburghesi e vi sono piantati circa 36.000 alberi.
Il cimitero è suddiviso in varie aree, ognuna delle quali è segnalata dalla presenza di una cappella.
Gran parte della superficie è occupata dallo Zentralfriedhof ("cimitero centrale"). All'interno del complesso, si trovano anche un cimitero ebraico, il Garten der Frauen ("Giardino delle donne") con la Wasserturm, un forno crematorio (opera di Fritz Schumacher), un museo e alcuni monumenti dedicati alle vittime della guerra e dell'Olocausto.

## Storia
La costruzione di un cimitero centrale per la città di Amburgo fu decisa nel 1854, quando i cimiteri delle varie parrocchie non furono più sufficienti per accogliere i defunti, data l'espansione demografica della città.

Fu così acquistato, nel 1874, un appezzamento terriero nel quartiere di Ohlsdorf.
I primi lavori, affidati a Wilhelm Cordes, terminarono nel 1877, quando sorse quello che ora è il lato occidentale del complesso. Nello stesso anno, iniziarono anche le prime sepolture. La superficie del cimitero era allora di 133 ha.
In seguito, tra il 1896 e il 1900, fu realizzata la parte orientale. Tale opera di ampliamento portò il cimitero a raggiungere una superficie di 189 ha.
Sempre tra la fine del XIX secolo e l'inizio del XX secolo, furono costruite anche le cappelle del cimitero.
Un'ulteriore opera di ampliamento, grazie alla quale il cimitero raggiunse la superficie attuale di circa 4 ha., fu intrapresa - in gran parte sotto la direzione di Otto Linne - tra il 1914 e il 1920.
Tra il 1930 e il 1932, furono realizzati i forni crematori, su progetto di Fritz Schumacher.

## Punti d'interesse

### Garten der Frauen
Nella parte antica del cimitero, segnatamente nei pressi della Cordesallee, si trova il Garten der Frauen, ovvero il "Giardino delle donne", un'area di circa 1000 km² dove sono sepolte oltre 50 donne celebri. Fu realizzato per rendere omaggio alle donne che hanno contribuito in modo significativo alla storia della città di Amburgo.
|  |

#### Wasserturm
La Wasserturm (ovvero una torre adibita serbatoio idrico), situata alla fine della Cordesallee, fu realizzata nel 1898 su progetto di Wilhelm Cordes. Alta 34 metri, perse la sua originaria funzione di serbatoio idrico nel 1919.

### Crematorio e Monumento alle vittime del nazismo
Il crematorio del cimitero di Ohlsdorf, eretto tra il 1930 e il 1932, fu l'ultima opera realizzata sotto la direzione di Fritz Schumacher, prima del licenziamento di quest'ultimo da parte del governo nazista. È costruito in materiali lavorabili con il fuoco, come clinker, ceramica e bronzo. In cima alla cupola del crematorio campeggia una statua raffigurante la fenice.
Di fronte al crematorio si trova un monumento dedicato alle vittime del nazismo, che fu realizzato come monito nel 1949.

### Museo
Il museo del cimitero di Ohlsdorf fu realizzato nel 1996.
Il museo, che occupa un'area di 60 m², ospita, tra l'altro, una biblioteca con oltre 800 volumi. Vi si trovano inoltre articoli di giornale riguardanti le personalità di spicco sepolte nel cimitero.

## Personaggi celebri (Lista parziale)
Tra i numerosi personaggi celebri sepolti nel cimitero di Ohlsdorf, figurano, tra gli altri.
- Paul Abraham, compositore (1892-1960)
- Mita von Ahlefeldt, attrice (1891-1966)
- Hans Albers, attore (1891-1960)
- Valerie Alport, collezionista d'arte e mecenate (1874-1960)
- Albert Ballin, direttore della HAPAG
- Eva Maria Bauer, attrice (1923-2006)[20]
- Magda Bäumken, attrice  (1890-1959)
- Emmy Beckmann, politica (1880-1967)
- Monica Bleibtreu, attrice (1944-2009)
- Ilona Bodden, scrittrice e traduttrice (1927-1985)
- Wolfgang Borchert, scrittore  (1921-1947)
- Karli Bozenhard, attrice (1865-1945)
- Olga Brandt-Knack, direttrice di corpo di ballo (1885-1978)
- Gisela von Collande, attrice (1915-1960)
- Volker von Collande, attore e regista (1913-1990)
- Wilhelm Cordes, primo direttore del cimitero di Ohlsdorf (1840-1917)
- Helene Cramen, pittrice (1844-1916)
- Molly Cramen, pittrice (1852-1936)
- Wilhelm Cuno, cancelliere (1876–1933)
- Helga Diercks-Norden, giornalista (1924-2011)
- Ida Ehre, attrice e direttrice di teatro (1900-1989)
- Heinz Erhardt, attore (1909-1979)
- Gustav Falke, poeta e scrittore (1853-1916)
- Willy Fritsch, attore (1901-1973)
- Minna Froböse, fondatrice della Ernst und Minna Froböse Stiftung (1848-1917)
- Friedrich Clemens Gerke, scrittore, musicista e giornalista (1801-1888)
- Marie Glinzer, insegnante (1843-1921)
- Gerda Gmelin, attrice (1919-2003)
- Abdulkarim Grimm, religioso (1933-2009)
- Gustaf Gründgens, attore (1899-1963)
- Martha Hachmann-Zipser, attrice (1864-1940)
- Carl Hagenbeck, direttore dello Zoo Hagenbeck (1844-1913)
- Martin Haller, architetto (1835-1925)
- Alfred Hause, violinista, arrangiatore e direttore d'orchestra (1920-2005)
- Gustav Hertz, fisico (1887-1975)
- Marie Hirsch, scrittrice e traduttrice (1848-1911)
- Anni Kalmar, attrice (1877-1901)
- Carlo Karges, artista (1951-2002)
- Erni Kaufmann, musicista (1906-1957)
- Wolfgang Kieling, attore e doppiatore (1924-1985)

- Clara Klabunde, presidentessa della Corte di Giustizia della Repubblica Federale Tedesca (1906-1994)
- Charlotte Kramm, attrice (1900-1971)
- Heinrich Kroll, militare (1894-1930)
- Philine Leudesdorff-Tormin, attrice (1892-1924)
- Alfred Lichtwark, primo direttore della Kunsthalle (1852-1914)
- Otto Linne, architetto e direttore del cimitero di Ohlsdorf (1869-1937)
- Hanns Lothar, attore (1929-1967)
- Felix von Luckner, militare (1881-1966)
- Marga Maasberg, attrice e doppiatrice (1903-1981)
- Wilhelmine Marstrand, pianista e pedagoga (1843-1903)
- Lotte Mende, attrice (1834-1891)
- Harry Meyen, attore, regista e doppiatore (1924-1979)
- Inge Meysel, attrice (1910-2004)
- Erna Mohr, zoologa
- Domenica Anita Niehoff, sostenitrice dei diritti delle prostitute
- Richard Ohnsorg, attore e direttore di teatro (1876-1947)
- Anita Rée, pittrice (1885-1933)
- Lola Rogge, pedagoga, ballerina e coreografa (1908-1990)
- Emmy Ruben, mecenate (1857-1955)
- Philipp Otto Runge, pittore (1777-1810)
- Amelie Ruths, pittrice (1871-1956)
- Helmut Schmidt (1918-2015), senatore, ministro, tra il 1974 e il 1982 cancelliere della Germania occidentale, dal 1983 editore di Die Zeit
- Hanna Schüßler
- Thea Louise Schönfelder, psichiatra
- Fritz Schumacher, direttore alle infrastrutture
- Kurt Sieveking, sindaco di Amburgo (1897-1986)
- Anna Simon, direttrice del St. Pauli-Theater (1892-1964)
- Anna Marie Simon, scrittrice (1864-1931)
- Elsa Teuffert, politica
- Marie Thierfeldt, tessitrice (1893-1984)
- Leonore Toepke, scultrice (1891-1945)
- Henry Vahl, attore (1897-1977)
- Anna Wilhelmine Catharina Veldkamp
- Ernst Voss, imprenditore (1842-1920)
- Herbert Weichmann, sindaco di Amburgo (1896-1983)
- Edith Weiss-Mann, musicista e critica musicale (1885-1951)
- Hilde Weissner, attrice (1909-1987)
- Paula Westendorf, politica
- Gretchen Wohlwill, pittrice (1878-1962)
- Henny Wolff, cantante (1896-1965)
- Helmut Zacharias, violinista (1924-2002)